# Druckabbausystem (Siedewasserreaktor)
Das Druckabbausystem ist eine Einrichtung im Sicherheitsbehälter eines Siedewasserreaktors. Es dient dazu, bei einem Kühlmittelverluststörfall, d. h. beim Verlust von Kühlmittel durch ein Leck am Reaktorsystem, durch Druckabbau des Reaktorkreislaufs über Sicherheitsventile den Druck im Sicherheitsbehälter auf einen niedrigen Wert zu begrenzen.
Dies wird dadurch erreicht, dass der in den Reaktordruckbehälter ausströmende Dampf durch Kondensationsrohre in die wassergefüllte Kondensationskammer geleitet wird, wo er kondensiert. Das Druckabbausystem ermöglicht es, den Sicherheitsbehälter kompakter zu bauen, sodass er das gesamte Kühlmittelinventar des Reaktorsystems aufnehmen kann, ohne den Auslegungsdruck zu überschreiten.